# Liste des piloris au Portugal
Cette liste non exhaustive recense les piloris encore visibles au Portugal.

## Liste parDistricts
| District         | Nom du site                     | Type   | Observation |
| ---------------- | ------------------------------- | ------ | ----------- |
| Aveiro           | Pilori de Couto de Esteves      | Pilori |             |
| Aveiro           | Pilori d'Esgueira               | Pilori |             |
| Aveiro           | Pilori de Macieira              | Pilori |             |
| Aveiro           | Pilori de Sever do Vouga        | Pilori |             |
| Beja             | Pilori de Alvito                | Pilori |             |
| Braga            | Pilori de Barcelos              | Pilori |             |
| Braga            | Pilori de Braga                 | Pilori |             |
| Bragance         | Pilori de Bragance              | Pilori |             |
| Bragance         | Pilori de Faílde e Carocedo     | Pilori |             |
| Bragance         | Pilori de Frechas               | Pilori |             |
| Bragance         | Pilori de Frieira               | Pilori |             |
| Bragance         | Pilori de Sanceriz              | Pilori |             |
| Bragance         | Pilori de Torre de Dona Chama   | Pilori |             |
| Castelo Branco   | Pilori de Bemposta              | Pilori |             |
| Castelo Branco   | Pilori de Castelo Novo          | Pilori |             |
| Castelo Branco   | Pilori de Idanha-a-Velha        | Pilori |             |
| Castelo Branco   | Pilori de Monsanto              | Pilori |             |
| Castelo Branco   | Pilori de Penamacor             | Pilori |             |
| Castelo Branco   | Pilori de Proença-a-Velha       | Pilori |             |
| Castelo Branco   | Pilori de Rosmaninhal           | Pilori |             |
| Castelo Branco   | Pilori de Segura                | Pilori |             |
| Castelo Branco   | Pilori de Zebreira              | Pilori |             |
| Coimbra          | Pilori de Bobadela              | Pilori |             |
| Coimbra          | Pilori de Buarcos               | Pilori |             |
| Coimbra          | Pilori de Provesende            | Pilori |             |
| Coimbra          | Pilori de Vila Nova de Anços    | Pilori |             |
| Évora            | Pilori de Terena                | Pilori |             |
| Guarda           | Pilori d'Aguiar da Beira        | Pilori |             |
| Guarda           | Pilori d'Aveloso                | Pilori |             |
| Guarda           | Pilori de Castelo Rodrigo       | Pilori |             |
| Guarda           | Pilori de Longroiva             | Pilori |             |
| Guarda           | Pilori de Marialva              | Pilori |             |
| Guarda           | Pilori de Matança               | Pilori |             |
| Guarda           | Pilori de Ranhados              | Pilori |             |
| Guarda           | Pilori de Melo                  | Pilori |             |
| Guarda           | Pilori de Pinhel                | Pilori |             |
| Guarda           | Pilori de Sortelha              | Pilori |             |
| Guarda           | Pilori de Moreira de Rei        | Pilori |             |
| Guarda           | Pilori de Trancoso              | Pilori |             |
| Leiria           | Pilori d'Alfeizerão             | Pilori |             |
| Leiria           | Pilori d'Aljubarrota            | Pilori |             |
| Leiria           | Pilori de Louriçal              | Pilori |             |
| Leiria           | Pilori d'Óbidos                 | Pilori |             |
| Leiria           | Pilori de Turquel               | Pilori |             |
| Lisbonne         | Pilori d'Azambuja               | Pilori |             |
| Lisbonne         | Pilori d'Enxara dos Cavaleiros  | Pilori |             |
| Porto            | Pilori de Póvoa de Varzim       | Pilori |             |
| Porto            | Pilori de Rates                 | Pilori |             |
| Santarém         | Pilori de Paialvo               | Pilori |             |
| Santarém         | Pilori de Tomar                 | Pilori |             |
| Setúbal          | Pilori de Setúbal               | Pilori |             |
| Viana do Castelo | Pilori de Arcos de Valdevez     | Pilori |             |
| Viana do Castelo | Pilori de Soajo                 | Pilori |             |
| Vila Real        | Pilori de Chaves                | Pilori |             |
| Vila Real        | Pilori d'Ermelo                 | Pilori |             |
| Vila Real        | Pilori de Galegos               | Pilori |             |
| Vila Real        | Pilori de Lordelo               | Pilori |             |
| Vila Real        | Pilori de Vila Real             | Pilori |             |
| Viseu            | Pilori de Rua                   | Pilori |             |
| Viseu            | Pilori de São João de Areias    | Pilori |             |
| Viseu            | Pilori de Vila Cova à Coelheira | Pilori |             |